# 正保
正保（）は、日本の元号の一つ。寛永の後、慶安の前。1644年から1648年までの期間を指す。この時代の天皇は後光明天皇。江戸幕府将軍は徳川家光。

## 改元
- 寛永21年12月16日（グレゴリオ暦1645年1月13日[1]） 後光明天皇即位のため改元。また、１つの元号が三帝に渡った前例がないことによる。

なお、改元の背景に江戸幕府の意向があったとする説がある。
- 寛永の飢饉を受けた幕政の立て直しを図っていた時期と重なる[3]
- 摂政二条康道が勘文が出揃ったら、幕府の提示を受けてその判断を受けてから作業を進めることを主張していること[4]
- 将軍徳川家光は「年号は天下共に用いることなれば、武家より定むべき事勿論なり」として、年号は諸家の勘文から武家が定めると述べたと、林鵞峰の『改元物語』に記されている

- 正保5年2月15日（グレゴリオ暦1648年4月7日） 慶安に改元

なお、この「正保」という元号は以下の理由から不評であった。
- 「正保(しょうほう)」は「焼亡(しょうぼう)」と音が似ている
- 「正」の字が「一にして止まる」、「保」の字が「人口木」とそれぞれ読める
- 「正保元年」と書き記すと、かつて大乱があった元号「保元」より、「正(まさ)に保元の年」と読め、再び大乱が起こる兆しがある

このような批判が京都から始まり、ついには本当に良くない兆しを持つ元号ではないかという世論が高まってしまったため、結局短期間で改元されることになった。

## 正保年間の出来事
3年
- 日光東照宮の徳川家康を祀る4月の例祭に奉幣使が後光明天皇より遣わされ、後に日光例幣使と呼ばれるようになる[5]。
- 鄭成功が幕府に対して援助の兵を求め、幕府はこれを拒絶する。

### 誕生
- 元年 松尾芭蕉（俳人）
- 3年 徳川綱吉（5代将軍、正保3年1月8日（西暦1646年2月23日）誕生）

### 死去
- 元年 松平忠明
- 2年 細川忠興、宮本武蔵（享年64）、沢庵宗彭
- 3年 柳生宗矩、伊達成実、細川忠隆（享年66）
- 4年 阿部正次

## 西暦との対照表
※は小の月を示す。
| 正保元年（甲申） | 一月      | 二月※   | 三月  | 四月※ | 五月※ | 六月    | 七月※ | 八月  | 九月 | 十月  | 十一月※ | 十二月   |           |
| ---------------- | --------- | ------- | ----- | ----- | ----- | ------- | ----- | ----- | ---- | ----- | ------- | -------- | --------- |
| グレゴリオ暦     | 1644/2/8  | 3/9     | 4/7   | 5/7   | 6/5   | 7/4     | 8/3   | 9/1   | 10/1 | 10/31 | 11/30   | 12/29    |           |
| ユリウス暦       | 1644/1/29 | 2/28    | 3/28  | 4/27  | 5/26  | 6/24    | 7/24  | 8/22  | 9/21 | 10/21 | 11/20   | 12/19    |           |
| 正保二年（乙酉） | 一月※     | 二月    | 三月※ | 四月  | 五月※ | 閏五月※ | 六月  | 七月※ | 八月 | 九月  | 十月※   | 十一月   | 十二月    |
| グレゴリオ暦     | 1645/1/28 | 2/26    | 3/28  | 4/26  | 5/26  | 6/24    | 7/23  | 8/22  | 9/20 | 10/20 | 11/19   | 12/18    | 1646/1/17 |
| ユリウス暦       | 1645/1/18 | 2/16    | 3/18  | 4/16  | 5/16  | 6/14    | 7/13  | 8/12  | 9/10 | 10/10 | 11/9    | 12/8     | 1646/1/7  |
| 正保三年（丙戌） | 一月※     | 二月    | 三月※ | 四月  | 五月※ | 六月※   | 七月  | 八月※ | 九月 | 十月※ | 十一月  | 十二月   |           |
| グレゴリオ暦     | 1646/2/16 | 3/17    | 4/16  | 5/15  | 6/14  | 7/13    | 8/11  | 9/10  | 10/9 | 11/8  | 12/7    | 1647/1/6 |           |
| ユリウス暦       | 1646/2/6  | 3/7     | 4/6   | 5/5   | 6/4   | 7/3     | 8/1   | 8/31  | 9/29 | 10/29 | 11/27   | 12/27    |           |
| 正保四年（丁亥） | 一月      | 二月※   | 三月  | 四月※ | 五月  | 六月※   | 七月※ | 八月※ | 九月 | 十月  | 十一月※ | 十二月   |           |
| グレゴリオ暦     | 1647/2/5  | 3/7     | 4/5   | 5/5   | 6/3   | 7/3     | 8/1   | 8/30  | 9/28 | 10/28 | 11/27   | 12/26    |           |
| ユリウス暦       | 1647/1/26 | 2/25    | 3/26  | 4/25  | 5/24  | 6/23    | 7/22  | 8/20  | 9/18 | 10/18 | 11/17   | 12/16    |           |
| 正保五年（戊子） | 一月      | 閏一月※ | 二月  | 三月  | 四月※ | 五月※   | 六月  | 七月※ | 八月 | 九月※ | 十月    | 十一月※  | 十二月    |
| グレゴリオ暦     | 1648/1/25 | 2/24    | 3/24  | 4/23  | 5/23  | 6/21    | 7/20  | 8/19  | 9/17 | 10/17 | 11/15   | 12/15    | 1649/1/13 |
| ユリウス暦       | 1648/1/15 | 2/14    | 3/14  | 4/13  | 5/13  | 6/11    | 7/10  | 8/9   | 9/7  | 10/7  | 11/5    | 12/5     | 1649/1/3  |